# Philip Berrigan
Philip Berrigan (* 5. Oktober 1923 in Two Harbors, Minnesota; † 6. Dezember 2002 in Baltimore, Maryland) war ein bekannter US-amerikanischer Friedensaktivist und vormaliger römisch-katholischer Priester. Wegen seiner gewaltlosen, illegalen Aktivitäten gegen Kriegsmaßnahmen in den USA stand er zusammen mit seinem Bruder Daniel Berrigan eine Zeit lang auf der „Ten Most Wanted List“ des FBI. Beide wurden zweimal für den Friedensnobelpreis nominiert.

## Leben

### Herkunft und Ausbildung
Philip Berrigan wurde in Two Harbors, Minnesota, als jüngerer Bruder von Daniel Berrigan geboren. Ihr Vater, Tom Berrigan, war irischer Katholik, in zweiter Generation US-Bürger und aktiv in der Gewerkschaftsbewegung.
Nach einem Semester an einem College wurde Philip Berrigan 1943 zum Wehrdienst eingezogen und wurde später Offizier. Er beschrieb später, wie tief ihn die Gewalt des Krieges, aber auch der Rassismus im Trainingslager in den Südstaaten der USA, beschäftigt hatte.
Nach dem Krieg ging Philip Berrigan in ein theologisches Josephinen-Seminar und wurde später in der Bürgerrechtsbewegung der 60er Jahre aktiv: er beteiligte sich an Demonstrationen und Sit-ins gegen Rassentrennung während des legendären Montgomery Bus Boycotts.

### Proteste gegen den Krieg in Vietnam
In den späten 1960er Jahren wurden Philip Berrigans gewaltlose Aktivitäten zunehmend radikaler. Am 26. Oktober 1967 gingen Berrigan und drei andere in ein staatliches Amt in Baltimore und gossen Blut (u. a. auch sein eigenes) auf offizielle Musterungspapiere; sie teilten Bibeln an Anwesende aus und erklärten den Beamten die Gründe für ihr Verhalten: „Dieser Opfer- und konstruktive Akt soll ein Protest sein gegen den erbärmlichen Verlust von amerikanischem und vietnamesischem Blut in Indochina.“ (Berrigan). Berrigan wurde damit der erste Priester in Amerika, der für einen Akt des zivilen Ungehorsams inhaftiert wurde. Berrigan wurde später zu sechs Jahren Gefängnis verurteilt.
Auf Kaution freigesetzt, wiederholte Berrigan am 17. Mai 1968 diesen Protest in abgewandelter Form in Catonsville, Maryland: Mit acht anderen verbrannte er 378 Musterungsakten. Alle neun Beteiligten waren römisch-katholisch und gaben eine Erklärung ab: „Wir konfrontieren die katholische Kirche, andere christliche Institutionen und die Synagogen Amerikas mit ihrem Schweigen und der Feigheit angesichts der Verbrechen unseres Landes. Wir sind überzeugt, dass die religiöse Bürokratie in diesem Land sowohl rassistisch ist, als auch mitschuldig an diesem Krieg, und feindlich gegenüber den Armen.“ Berrigan wurde wiederum verhaftet und zu dreieinhalb Jahren Gefängnis verurteilt.

### Die Pflugscharbewegung
Die Pflugscharbewegung wurde 1980 von Philip und Daniel Berrigan sowie sechs anderen begründet. Sie brachen in die Hallen von General Electric in King of Prussia, Pennsylvania ein, wo Teile für atomare Sprengköpfe hergestellt wurden. Sie beschädigten Teile mit einem Hammer, gossen Blut über Dokumente, und beteten für den Frieden. Sie wurden verhaftet und zuerst zehn verschiedener Straftaten angeklagt. Nach fast zehn Jahren Prozess wurden sie 1990 letztlich zu bis zu 23-einhalb Monaten Haft verurteilt, die sie ohnehin schon abgesessen hatten. Seit 1980 haben auf der ganzen Welt mindestens 70 Pflugschar-Aktionen stattgefunden, einschließlich sechs mit Philip Berrigan selbst. Seine letzte Aktion fand im Dezember 1999 statt: mit anderen brach er in die Middle River Air National Guard Base ein und beschädigte Kriegsflugzeuge; er wurde verhaftet und zu 30 Monaten Haft verurteilt, aus der er im Dezember 2001 entlassen wurde.

### Tod
Philip Berrigan starb an einem Krebsleiden am 6. Dezember 2002 in Baltimore, Maryland, und hinterließ seine Frau Elizabeth McAlister und drei Kinder.

## Aussprüche
Howard Zinn, emeritierter Professor, Boston University: „Herr Berrigan war einer der größten Amerikaner unserer Zeit. Er glaubte, dass Krieg keine Lösung ist. Für seinen Glauben ging er wiederholt ins Gefängnis. Ich bewundere ihn für das Opfer, das er geleistet hat. Er war für sehr viele Menschen eine Inspiration.“
In einer seiner letzten Aussagen schrieb Berrigan selbst: „Das Amerikanische Volk macht mehr und mehr seine Stimme laut gegen Bush und seine Krieger-Klone. Bush und seine Helfer geraten außer Kontrolle; sie sind darauf fixiert Kriege zu beginnen, es alleine zu machen, die Palästinenser weiter zu bedrohen, das irakische Öl zu kontrollieren, und ein leidendes Volk und ihre zerbrochene Gesellschaft weiter zu verheeren. Das Amerikanische Volk kann Bush stoppen, kann die Kriegstreiber aus Washington herausholen, kann diese Gesellschaft umkehren und diese zu Glaube und Vernunft bringen.“